# Форвардная мера
Форвардная мера, а точнее {\displaystyle T}-форвардная мера - применяемая в стохастической финансовой теории (математике) искусственная вероятностная мера, эквивалентная риск-нейтральной мере. Если риск-нейтральная мера основана на стоимостной базе (numeraire) банковского счета, то {\displaystyle T}-форвардная мера основана на дисконтной облигации с погашением в будущий момент {\displaystyle T}.
Преимущество форвардной меры перед базовой риск-нейтральной мерой заключается в том, что в формуле оценки стоимости будущего условного платежа дисконт фактор является множителем вне условного математического ожидания (в риск-нейтральной мере дисконтирующий процесс под знаком математического ожидания). Недостаток - форвардная мера привязана к конкретному сроку платежа в отличие от риск-нейтральной меры.
Форвардную меру обычно обозначают по аналогии с риск-нейтральной мерой, но с индексом срока (верхним или нижним) {\displaystyle \mathbb {Q} ^{T}}.  Форвардные цены являются мартингалами в собственной форвардной мере (срок меры равен сроку на который оценена форвардная цена).

## Построение форвардной меры
Формула замены риск-нейтральной меры на форвардную меру для условных математических ожиданий имеет вид:
{\displaystyle \mathbb {E} _{t}^{\mathbb {Q} ^{T}}[V_{T}]={\mathbb {E} _{t}^{\mathbb {Q} }[D(t,T)V_{T}] \over \mathbb {E} _{t}^{\mathbb {Q} }[D(t,T)]}}
где {\displaystyle D(t,T)} - дисконтирующий процесс, а {\displaystyle P(t,T)=\mathbb {E} _{t}^{\mathbb {Q} }[D(t,T)]} - стоимость дисконтной облигации (с единичным номиналом) с датой погашения {\displaystyle T}.
Отсюда, учитывая формулу оценки стоимости будущего условного платежа в риск-нейтральной мере (числитель дроби в предыдущей формуле) можно записать следующую формулу оценки стоимости в форвардной мере:
{\displaystyle V_{t}=\mathbb {E} _{t}^{\mathbb {Q} }[D(t,T)V_{T}]=\mathbb {E} _{t}^{\mathbb {Q} }[D(t,T)]\mathbb {E} _{t}^{\mathbb {Q} ^{T}}[V_{T}]=P(t,T)\mathbb {E} _{t}^{\mathbb {Q} ^{T}}[V_{T}]}
Как видно в последней формуле (в форвардной мере) в отличие от первой (риск-нейтральная мера) дисконт-фактор уже вне знака условного математического ожидания. Таким образом, дисконт-факторы здесь это уже рыночные оценки кривой доходности на текущий момент.
Выражение {\displaystyle \mathbb {E} _{t}^{\mathbb {Q} ^{T}}[V_{T}]} как можно показать - это форвардная цена данного актива. Соответственно, эта формула оценки также устанавливает взаимосвязь между спот-ценой и форвардной ценой:
{\displaystyle S_{t}=P(t,T)F_{t}^{T}}

## Связанные понятия
- Терминальная мера - форвардная мера, соответствующая сроку последнего платежа для данной совокупности платежей (сроку окончания финансового инструмента).

Пусть по инструменту предполагаются платежи {\displaystyle CF_{i}} (в общем случае случайные, например, плавающие) в моменты времени {\displaystyle T_{i},i=1..n}. Стоимость такого инструмента можно записать в собственных форвардных мерах этих платежей следующим образом:
{\displaystyle V_{t}=\sum _{i=1}^{n}P(t,T_{i})\mathbb {E} _{t}^{\mathbb {Q} ^{T_{i}}}(CF_{i})}
Однако, с помощью процедуры замены мер можно записать стоимость в одной и той же форвардной мере, например в мере {\displaystyle \mathbb {Q} ^{T_{n}}} - терминальной (для данного инструмента, для данного потока платежей) мере:
{\displaystyle V_{t}=P(t,T_{n})\sum _{i=1}^{n}\mathbb {E} _{t}^{\mathbb {Q} ^{T_{n}}}\left[{\frac {CF_{i}}{P(T_{i},T_{n})}}\right]}

## См.также
Риск-нейтральная мера
Замена вероятностной меры